# Czerwona ruta
Czerwona ruta (ukr. Червона Рута) – piosenka napisana przez Wołodymyra Iwasiuka w 1968, jedna z najbardziej popularnych piosenek ukraińskich.
Autor napisał ją (zarówno słowa, jak i muzykę), będąc studentem Uniwersytetu Czerniowieckiego, w wieku 19 lat.
Jej wykonawcami byli między innymi: Wołodymyr Iwasiuk, Kwitka Cisyk, Płacz Jeremiji, Wasyl Zinkewycz, No to co, Sofia Rotaru, Rusłana Łyżyczko, Perkałaba.
Piosenka została wykorzystana w filmie pod tym samym tytułem (w jednej z głównych ról wystąpiła Sofia Rotaru). Nazwę tę nosi również kilka festiwali muzycznych na Ukrainie.

## Historia utworzenia piosenki
Wołodymyr Iwasiuk, ucząc się jeszcze w szkole, znalazł w bibliotece zbiór ludowych kołomyjek, zebrany przez Wołodymyra Hnatiuka. Odkrył tam ludową legendę opowiadającą o czerwonej rucie, która zainspirowała go do napisania piosenki.

## Legenda o Czerwonej Rucie
Czerwona ruta jest powiązana z ukraińskim popularnym świętem — Nicz na Iwana Kupała (Noc świętojańska). Wedle legendy, w Karpatach rośnie żółty kwiat – ruta, który tylko na kilka minut, w noc świętojańską, zmienia swój kolor na czerwony. Dziewczyna, która go znajdzie i zerwie, będzie szczęśliwa w miłości.

## Wykonywanie utworów
Utwór wykonywany jest przez wielu czołowych ukraińskich i zagranicznych artystów, w tym:
- Wołodymyr Iwasiuk, Nazarij Jaremczuk, Wasyl Zinkewycz[1] (trio)
- Sofia Rotaru[2]
- Nazarij Jaremczuk[3]
- Wasyl Zinkewycz[4]
- Jarosław Jewdokimow[5]
- Taras Czubaj
- Kvitka Cisyk
- Wokalno-instrumentalny zespół „Smericzka” L. Dutkowskiego[6]
- Toto Cotugno
- Janusz Gniatkowski